# Adenophora morrisonensis
Adenophora morrisonensis är en klockväxtart som beskrevs av Bunzo Hayata. Adenophora morrisonensis ingår i släktet kragklockor, och familjen klockväxter.

## Underarter
Arten delas in i följande underarter:
- A. m. morrisonensis
- A. m. uehatae